# Měnová politika
Monetární politika je nástrojem hospodářské politiky. Monetární politiku tvoří souhrn opatření a zásad, které mají prostřednictvím měnových nástrojů prosazovat plnění měnových cílů. Monetární politika je nástroj centrální banky a jejím základním cílem je hlídání a aktivní ovlivňování míry znehodnocení peněz – inflace. V České republice plní funkci centrální banky Česká národní banka (ČNB).

## Historie
Po mnohá staletí existovaly dva typy měnových politik, a to se zaměřením na papírová a kovová platidla. Územím, kde se poprvé objevila papírová měna, byla Čína v sedmém století našeho letopočtu. Měna se jmenovala Jiaozi, jež byla zavedena po boku kovových mincí. Vzhledem ke vrůstajícím válečným výdajům dynastie Yuan byla papírová měna dominantním platidlem. Tisk platidla bez jakýchkoliv omezení způsobil hyperinflaci.
Bank of England, do českého jazyka přeloženo jako Banka Anglie, byla první bankou na světě, která začala vytištěné bankovky krýt zlatem. Tímto krokem započal proces nezávislé exekutivy měnové politiky. Centrální banky vyspělých států začaly vzájemně obchodovat s platidly,
které byly kryty zlatem. Ceny národních měn byly přepočítávány na zlaté cihličky.
Pro zachování stability měnových kurzů musely banky měsíčně upravovat ceny zlata. Tato metoda vypočítávání směnných kurzů není používána žádnou zemí na světě.

## Cíle měnové politiky
Otázkou centrálních bank se stává, zda si zvolit pouze jeden cíl, nebo se snažit dosáhnout více cílů zároveň. Centrální banky většinou upřednostňují cestu jednoho cíle. Především se jedná o udržení stability domácí měny. A díky dodržení tohoto primárního cíle lze modelovat ostatní cíle v domácí hospodářské politice. Stabilní cenová hladina je velmi důležitou ekonomickou veličinou. V případě kolísání cenové hladiny dochází u ekonomických subjektů k nespravedlivému dělení peněz, což způsobuje sociální nejistotu lidí. Další způsob monetární politiky je určení více cílů, kde se k udržení stability domácí měny přidávají například stabilita měnového kurzu, rovnováha platební bilance, hospodářský růst nebo tzv. plná zaměstnanost. Je nezbytné si uvědomit náročnost spojení těchto cílů do hromadného celku. Především z krátkodobého hlediska spojení dvou a více cílů je velice náročné, protože se vzájemně narušují. Jestliže centrální banka zvolí tento typ politiky, riskuje neplnění alespoň jednoho cíle v krátkodobém horizontu, což by mělo za výsledek klesání důvěry v danou instituci.

## Typy monetární politiky
- Expanzivní měnová politika sleduje pokles úrokových sazeb prostřednictvím růstu nabídky peněz.
- Restriktivní měnová politika je orientována opačným směrem prostřednictvím poklesu nabídky peněz.

Pro určení realizace cíle si centrální banky nastavují dané strategie. Centrální banka má na výběr mezi dvěma základními strategiemi, a to buď restriktivní, nebo expanzivní měnovou politikou. Nejprve tedy expanzivní měnová politika (accommodative monetary policy). Zkráceně pak expanze (expansion) neboli uvolnění (easing) je prováděno snižováním krátkodobé úrokové sazby. Touto akcí je nastartováno snižování zbylých úrokových sazeb v celém hospodářství. Klidné nezůstanou ani obchodní banky, jelikož budou reagovat zvýšením aktivity při nabízení nových úvěrů. Na to budou reagovat i zákazníci, kteří budou ochotni nové úvěry uzavírat. Zvýšená ekonomická aktivita domácností a podniků zrychlí oběh peněz. Lze tedy konstatovat, že expanzivní měnovou politikou podporuje centrální banka domácí ekonomiku, hlavně v obdobích očekávání nízké inflace, pomalejšího růstu ekonomiky nebo při vysoké míře nezaměstnanosti.
Opakem předešlé taktiky je restriktivní měnová politika (tight monetary policy). Používat lze i zkrácené pojmy jako zpřísnění (tightening) a restrikce (restriction). Centrální banka při této strategii naopak zvyšuje krátkodobou úrokovou sazbu. To vyvolá navýšení ostatních úrokových sazeb v hospodářství, poté navazuje reakce obchodních bank, jimž poklesne nabízení nových úvěrů, protože i klienti poleví v jejich uzavírání. Dojde ke zpomalení oběhu peněz, jelikož klesá útrata v podnicích a domácnostech. Všechny zmíněné kroky vedou ke zpomalení ekonomiky. Aplikováním této politiky se centrální banka snaží předejít nízké nezaměstnanosti, vysoké inflaci a příliš rychlému růstu hospodářství.

## Nástroje měnové politiky
Hlavním úkolem nástrojů měnové politiky (monetary policy instruments) je stabilizace operačního cíle, kterým je krátkodobá úroková sazba. V případě odchýlení od definované hodnoty má centrální banka povinnost použít své nástroje k znovunastolení určených hodnot. Přímý dopad nastolených opatření pocítí prvotně bankovní systém, který pak přenese opatření na trh. Při prvotním rozdělení se budeme zajímat hlavně o dopad na bankovní sektor:

### Přímé nástroje
Přímé nástroje se v tržní ekonomice téměř nepoužívají, jelikož dopadem těchto nástrojů dochází k omezení podnikatelské samostatnosti bank, protože přímo zasahují do jejich mechanismu rozhodování. Paradoxem však je, že i přes jejich limitované používání jsou účinnější než druhá skupina nástrojů.
- Pravidla likvidity – jsou určována buď stanovením závazné struktury aktiv a pasiv obchodních bank, nebo formou některých vzájemných vazeb mezi nimi. Slouží k zajištění likvidity obchodních bank.
- Úvěrové kontingenty – spočívají v direktivním stanovování limitů úvěrů. Rozlišuje se relativní a absolutní úvěrový kontingent.
- Úrokové limity (úrokové stropy) – centrální banka může komerčním bankám stanovit maximální úrokové sazby, které mohou požadovat z jimi poskytovaných úvěrů, nebo naopak minimální úrokové sazby z přijímaných depozit.
- Povinné vklady – většinou se týkají centrálních institucí nebo orgánů místní samosprávy.[1]

### Nepřímé nástroje
Dopad nepřímých nástrojů pocítí všechny banky, neboť pro ně platí stejné podmínky, a navíc banky mají na výběr, zda na tato opatření reagovat. Oproti přímým nástrojům tu nehrozí limity pro rozhodování, a tak mohou ovlivnit jen podnikání bank. To má za následek eventuální snížení účinnosti těchto opatření.
- Diskontní nástroje – představují úrokové sazby a další podmínky úvěrů, které centrální banka poskytuje obchodním bankám v domácí měně – to významně ovlivňuje úvěrovou kapacitu obchodních bank.
- Operace na volném trhu – znamenají nákup nebo prodej cenných papírů centrální bankou od komerčních bank. Tím jsou zvyšovány nebo snižovány jejich likvidní rezervy a zároveň i jejich úvěrová kapacita.
- Povinné minimální rezervy – jsou stanoveny procentem z celkové sumy primárních vkladů obchodních bank. Každá změna rezerv tedy ovlivňuje úvěrovou kapacitu obchodních bank, protože se změní objem prostředků, se kterými může daná komerční banka disponovat.
- Konverze a swapy cizích měn – Nákupem a prodejem cizích měn centrální bankou od komerčních bank je také ovlivňována úvěrová kapacita obchodních bank.
- Intervence ve prospěch (v neprospěch) devizového kurzu – tímto nástrojem centrální banka nejčastěji ovlivňuje vývoj obchodní bilance státu a míru inflace.[1][pozn. 1]

## Měnověpolitické nástroje České národní banky (ČNB)

### Operace na volném trhu
Hlavním měnovým nástrojem jsou repo operace, které jsou prováděny formou tendru (výběrového řízení). ČNB přijímá přebytečnou likviditu od bank výměnou za dohodnuté cenné papíry. Po uplynutí doby splatnosti ČNB jako dlužník navrátí věřitelské bance zapůjčené prostředky navýšené o předem stanovený úrok (repo sazbu). ČNB obdrží zpět své cenné papíry. Tyto operace zpravidla trvají po dobu 14 dní.
Repo operace jsou prováděny třikrát týdně. Tříměsíční repo tendr se používá jako doplňkový měnový nástroj. Vychází ze stejného procesu jako čtrnáctidenní tendr. ČNB pro tento tendr využívá sazbu peněžního trhu v aktuální době vypsání tendru. V případě nečekaných událostí využívá ČNB nástroje jemného ladění. Používá se zejména v případě výkyvů v likviditě trhu při ohrožení stability vývoje úrokových sazeb. V praxi se tento nástroj používá pouze výjimečně.

### Automatické facility
Depozitní facilita umožňuje bankám uložit přes noc u ČNB svou přebytečnou likviditu. Pokud banka požádá o uzavření obchodu Odbor korunových
a devizových intervencí ČNB nejpozději 15 minut před uzávěrkou účetního dne, nabývá tím přístup do depozitní facility. Marginální zápůjční facilita umožňuje bankám s uzavřenou rámcovou repo smlouvou možností výpůjčky peněz přes noc od ČNB. Minimální objem zápůjčky je 10 mil. Kč. Tato metoda facility je bankami využívána pouze výjimečně.

### Dodávací repo operace
Tento nástroj podporuje fungování trhu se státními dluhopisy. Od ledna 2011 je stanovena dodávací lhůta s délkou splatnosti dva týdny.

### Povinné minimální rezervy
Jedná se o základní nástroj měnové politiky. ČNB pomocí tohoto nástroje ovlivňuje objem volných prostředků v bankovním systému. Slouží především jako rezerva prostředků pro hladký průběh mezibankovního platebního styku.

### Devizové intervence
Jedná se o nákupy či prodeje cizích měn za českou korunu. Používá se k uvolnění nebo zpřísnění měnové politiky. Devizové intervence se běžně používají k cílování inflace. Mezi lety 2012 a 2017 intervenovala ČNB na devizovém trhu za cílem oslabení české koruny tak, aby si udržela kurz vůči euru v blízkosti cenové hladiny 27 CZK/EUR.